# Schloss Siegelsbach

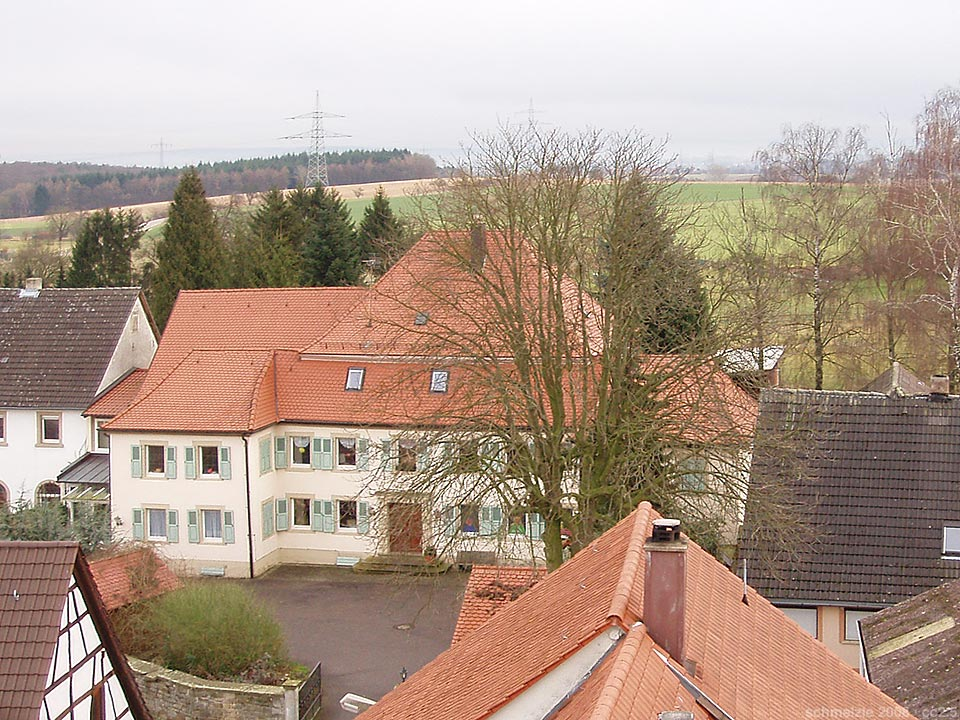
Schloss Siegelsbach

Schloss Siegelsbach in Siegelsbach im Landkreis Heilbronn im nördlichen Baden-Württemberg geht auf  den älteren Hirschhorner Hof zurück und wurde durch die Grafen von Wiser im frühen 18. Jahrhundert zu einer Schlossanlage erweitert. Nach mehreren Besitzerwechseln wurde die Anlage ab 1841 kurzzeitig als Gastwirtschaft mit Brauerei betrieben, die den Namen Badischer Hof trug. Nach weiteren Besitzerwechseln kam es 1862 zur Aufteilung der Anlage. Das Schlossgebäude gelangte dabei in den Besitz der evangelischen Kirchengemeinde, die es seitdem als Pfarrhaus und seit 1960 auch als Kindergarten nutzt.

## Geschichte

### Hirschhorner Hof
Siegelsbach war seit dem 14. Jahrhundert ein Lehen der Herren von Hirschhorn gewesen, die dort durch einen Amtmann vertreten waren, der in dem als Hirschhorner Hof bezeichneten Hofgut seinen Sitz hatte. Nach dem Aussterben der Hirschhorner fiel das Lehen 1632 an die Kurpfalz zurück. 1634 wurde Siegelsbach im Dreißigjährigen Krieg von schwedischen Truppen niedergebrannt, jedoch ließ die Kurpfalz nach dem Ende des Krieges die Amtsgebäude wieder instand setzen. Das ehemalige Hirschhorner Lehen kam 1699 an den kurfürstlichen Hofkanzler Franz Melchior von Wiser. Das zu dessen Lehen gehörige Schloss in Friedelsheim war 1694 durch Franzosen zerstört worden, so dass Wiser auch den erst kurz zuvor wiederhergestellten Hirschhorner Hof in Siegelsbach als Wohnsitz nahm.

### Schloss der Grafen Wiser

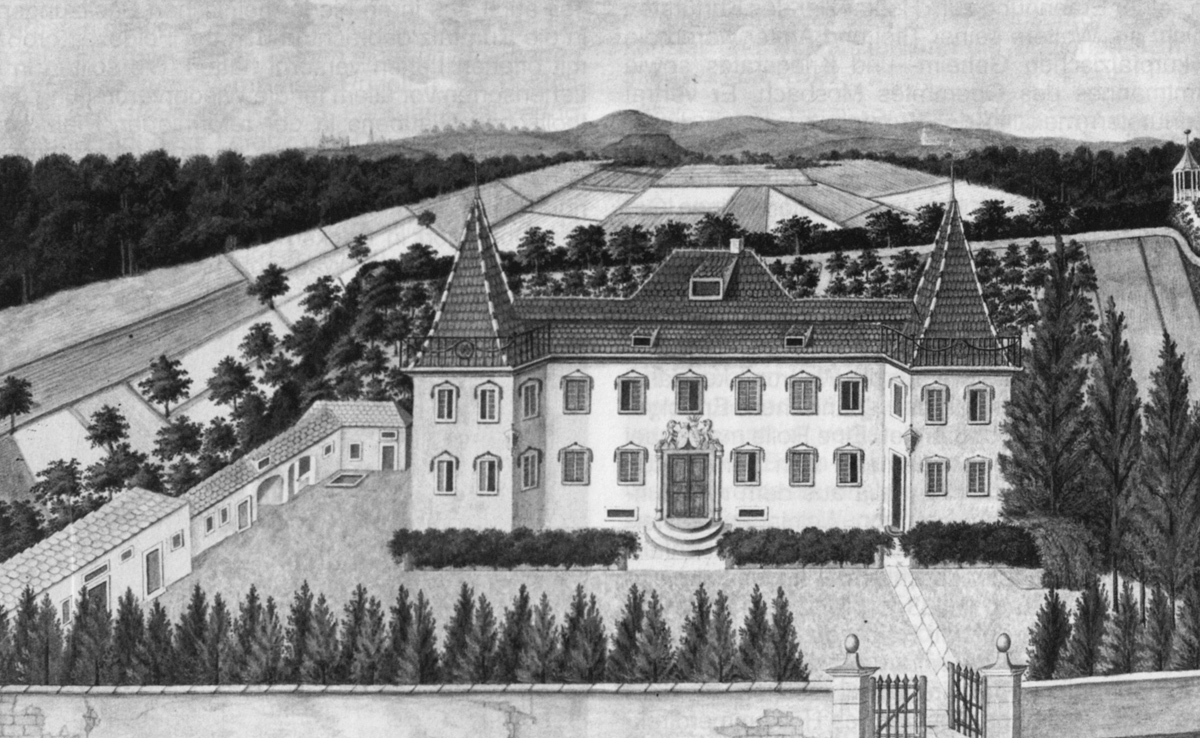
Schloss Siegelsbach 1799

Nach dem Tod Franz Melchior von Wisers im Jahr 1702 traten dessen drei Söhne das zum Fideikommiss bestimmte Erbe zunächst gemeinsam an, nach dem Tod eines der Brüder teilten die überlebenden beiden Brüder jedoch 1709 den Besitz unter sich auf, so dass Siegelsbach mit Friedelsheim und Teilen von Ober- und Untergimpern an Franz Joseph von Wiser kam, der die Linie Wiser-Siegelsbach (auch Schwarz-Wiser genannt) begründete. Die gräfliche Familie wohnte nicht ständig in Siegelsbach, sondern auch an anderen Orten, doch erfolgte durch sie im frühen 18. Jahrhundert dennoch der Ausbau des Hofguts zu einem standesgemäßen Schloss. Die Eckbauten wurden mit spitzen, pyramidenförmigen Dächern gedeckt, und um das Gebäude entstand ein ummauerter Schlosspark mit Gartenpavillon. Mehrere Generationen der Grafen Wiser lebten zeitweise in Siegelsbach. Die katholische Ortsherrschaft führte in dem traditionell protestantischen Ort zu großen und lange anhaltenden Spannungen, insbesondere da die Grafen eine aggressive Rekatholisierung betrieben, in deren Folge die Kirche und das Pfarrhaus wieder in den Besitz der katholischen Minderheit kamen. Franz Joseph von Wisers Enkel Joseph Johann verkaufte ab 1814 große Teile des Wiserschen Grundbesitzes. Sein Sohn Joseph Carl Georg von Wiser bewohnte das Schloss noch bis 1833 und zog dann nach Mosbach und 1835 in das von ihm erworbene Obere Schloss nach Stein am Kocher. Das Schloss in Siegelsbach verkaufte er an den großherzoglich-badischen Amtmann und von gemmingen-guttenbergischen Konsulenten Karl Stein († 1834) aus Wimpfen.

### Besitzerwechsel im 19. Jahrhundert
Steins Sohn Karl Friedrich junior ließ auf einem älteren Keller des Anwesens umgehend eine Brauerei errichten, doch nach dem frühen Tod des Vaters 1834 verkauften er und sein Bruder das Anwesen 1838 an den späteren Siegelsbacher Bürgermeister Georg Friedrich Holoch, von dem es 1841 an dessen Schwiegersohn Johann Karl Fischer kam. Fischer war Küfer und Bierbrauer und betrieb im Schloss die Gastwirtschaft Zum Badischen Hof, verzog jedoch bereits 1844 nach Gaggenau und wanderte von dort nach Amerika aus, so dass das Anwesen zurück an Georg Friedrich Holoch kam. Dessen Witwe veräußerte das Schloss 1849 an Johann Ott († 1852), der maßgeblich am Aufbau der Rappenauer Saline beteiligt gewesen war und viel zur Erhaltung des Siegelsbacher Schlosses beitrug. Ein ehemals vorhandener Gartenpavillon in der Südostecke des Gartens sowie die spitzen Turmdächer scheinen zu dieser Zeit jedoch bereits nicht mehr bestanden zu haben. Otts Sohn, der Dürkheimer Salinendirektor Hermann August Heinrich Ott, verkaufte die Anlage 1855 an Freifrau Antonie von Schlern, verwitwete von Oberkamp, die dort 1858 Carl Robert von Meisrimmel heiratete. Aus gesundheitlichen Gründen verzog das Paar 1862 in die Gegend von München und schrieb das Anwesen erneut zum Verkauf aus.

### Im Besitz der evangelischen Kirchengemeinde ab 1862
Das Anwesen umfasste bei der Verkaufsofferte von 1862 das zweistöckige Schlossgebäude mit sechs Zimmern, Küche, Speisekammer und Waschküche im Untergeschoss und acht Zimmern zuzüglich Speichern im Obergeschoss, außerdem die Brauerei, verschiedene Wirtschaftsgebäude, den Schlossgarten sowie noch 15 Morgen Güter auf Siegelsbacher und Rappenauer Gemarkung. Ein Konsortium aus evangelischer Pfarr- und Schulgemeinde sowie Siegelsbacher Bürgern erbrachte schließlich die Kaufsumme von rund 25.000 Gulden, so dass am 14. März 1862 ein Kaufvertrag geschlossen wurde, nach dem das Schloss nebst Ökonomiegebäuden und großem Garten für 9045 Gulden an die evangelische Pfarrgemeinde, die Brauerei mit dahinterliegendem Gartenanteil für 4000 Gulden an die evangelische Schulgemeinde und die landwirtschaftlichen Güter für zusammen 11.925 Gulden an 25 Siegelsbacher Bürger kamen.
Die Kirchengemeinde machte das Schloss zum Pfarrhaus der neu gegründeten evangelischen Pfarrei. Das Brauereigebäude erwies sich jedoch rasch als zu groß für eine Verwendung als Schulhaus, so dass die Kirchengemeinde die Brauerei 1864 mit einem Gebäudedurchbruch und einer Gartenmauer vom Schloss abtrennte und an Jakob Grötzinger verkaufte, der dort einen Lagerplatz für seinen Ölhandel einrichtete. Als seine Söhne ab 1885 mit der Produktion eigener Fette begannen, kam es wegen der Geruchsbelästigung zu längerem Streit mit der benachbarten Pfarrei. Die Brüder Grötzinger siedelten daher bis 1909 auf ein anderes Grundstück um und verkauften die frühere Brauerei dann an den Landwirt Gustav Hofmann. 1912 verkaufte die Pfarrgemeinde den Großteil des Schlossgartens an die Gemeinde Siegelsbach, die dort 1923 das Siegelsbacher Schulhaus errichtete.
Das Schloss wurde 1928 renoviert und erhielt 1939 eine Einliegerwohnung für eine Krankenschwester. Gegen Ende des Zweiten Weltkriegs diente das Schloss als Ausweichquartier der bereits schwer beschädigten Heeresmunitionsanstalt. Nach Kriegsende war das Schloss dann rasch wieder reines Pfarrhaus, bevor 1960 ein bedeutender Umbau erfolgte, durch den im Südflügel ein Kindergarten eingerichtet wurde. Von 1994 bis 1996 wurden im Nordflügel Veranstaltungsräume eingerichtet, ältere Wirtschaftsgebäude wurden abgerissen. Das bereits 1864 vom Schloss abgetrennte ehemalige Brauereigebäude wird seit längerem zu Wohnzwecken genutzt.

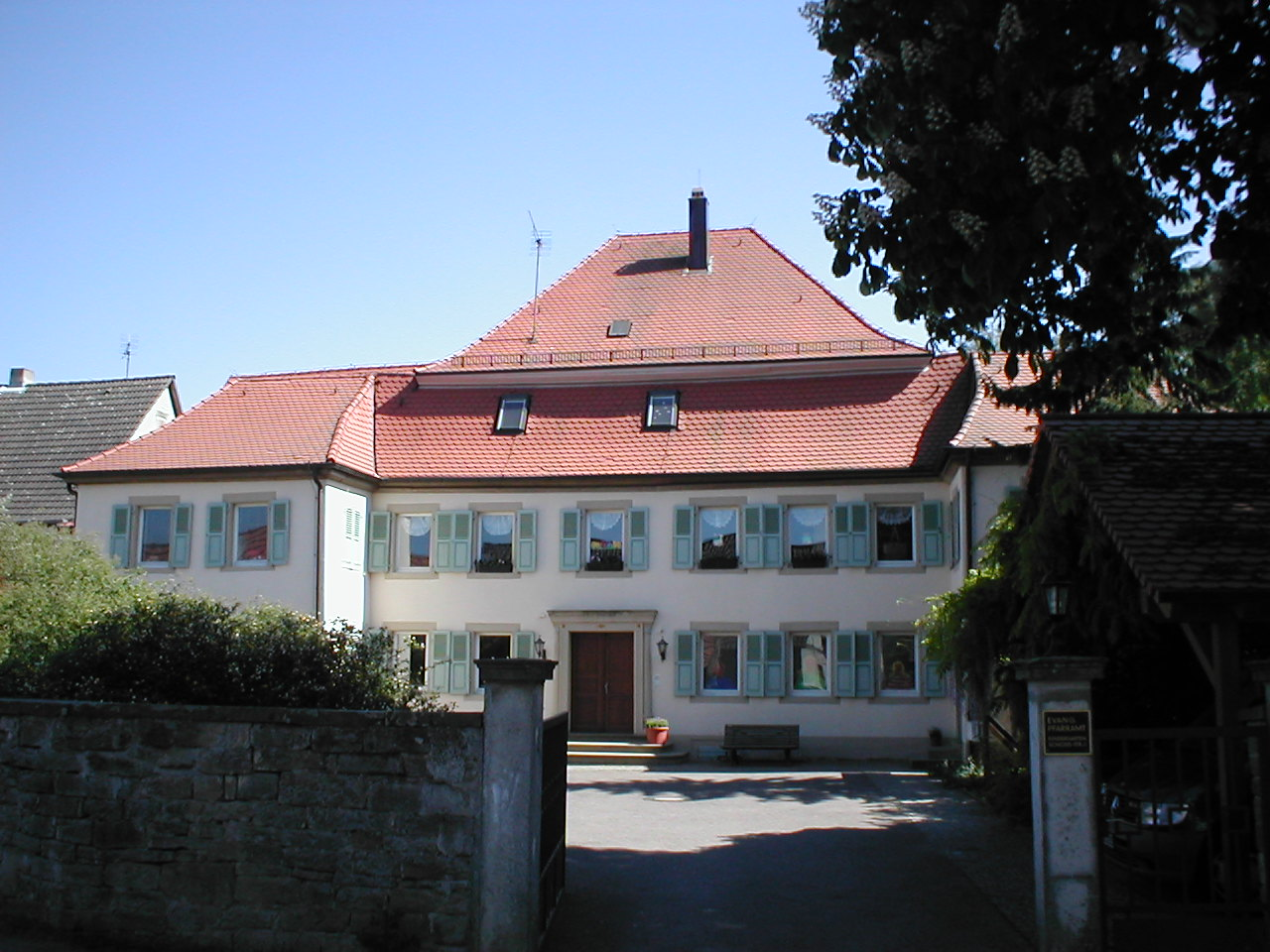
Schloss Siegelsbach
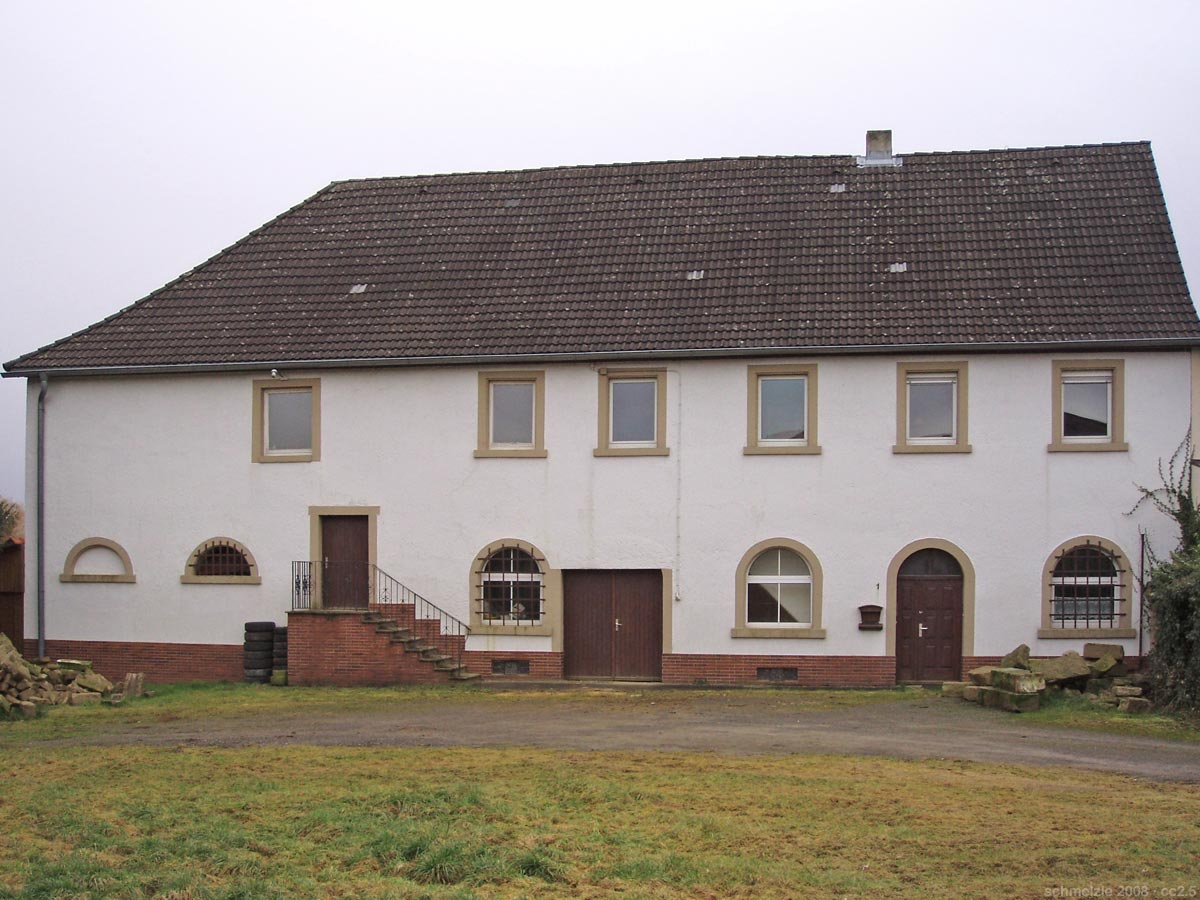
Ehemalige Brauerei